# フォックス21 テレビジョン・スタジオ
フォックス21 テレビジョン・スタジオ（英: Fox 21 Television Studios Inc.）は、かつて存在したアメリカのテレビ番組制作会社。2014年に20世紀フォックス映画傘下のフォックス・テレビジョン・スタジオ（1997年設立）とフォックス21（2004年設立）が合併して設立された。
ウォルト・ディズニー・カンパニーの買収により同社の1部門でテレビ番組制作会社であるウォルト・ディズニー・テレビジョンの所有となり、2020年8月にABCスタジオの旧称でもあるタッチストーン・テレビジョン（英: Touchstone Television）に改名されたが、その4か月後の同年12月には組織再編の一環で20th テレビジョンに統合されている。